# Елабужский кантон
Елабужский кантон (тат. Алабуга кантоны) — административно-территориальная единица в составе Татарской АССР, существовавшая в 1921—1928 гг. Центр кантона — город Елабуга. Площадь — 4,2 тыс. км². Население — 159,8 тыс. чел. (1926).
Елабужский кантон был образован в марте 1921 года из части Вятской губернии.
По данным 1926 года в кантоне было 7 волостей:
- Елабужская волость
- Исенбаевская волость
- Камаевская волость
- Костенеевская волость
- Омгинская волость (центр — с. Сарсак-Омга)
- Салаушская волость
- Черкасовская волость

Волости делились на 160 сельсоветов.
В декабре 1921 года из состава Елабужского кантона был выделен Агрызский кантон, а в 1924 он был присоединён к нему обратно. Но уже в 1927 году эта территория вновь отошла от Елабужского кантона и образовала Агрызский район. В 1928 году Елабужский кантон был упразднён, а его территория отошла к Челнинскому кантону.
В 1925-1926 гг. исполком Елабужского кантона возглавлял первый абсолютный чемпион России по боксу Нур Алимов.